# Kabara
Kabara [kamˈbara], auch Kambara, ist eine Insel vulkanischen Ursprungs im Süden des Lau-Archipels im Pazifischen Ozean. Politisch gehört sie zur Eastern Division des Inselstaates Fidschi. 

## Geographie
Kabara liegt in der Korosee, rund 100 km südwestlich von Lakeba, der Hauptinsel des Archipels. Benachbarte Inseln sind Vuaqava, 6 km nordwestlich, und Marabo, 12 km ostsüdöstlich von Kabara gelegen. Die Insel ist 8,7 km lang, bis zu 5 km breit und weist eine Fläche von 31 km² auf. Sie ist bis auf einen Abschnitt im Nordwesten vollständig von einem Korallenriff umsäumt und erreicht im Delaioloi eine Höhe von 143 m über dem Meer. Die Insel bildet einen der 13 traditionellen Distrikte (Tikina) der Provinz Lau und gliedert sich in vier Dörfer (Koro) auf Kabara, Tokalau im Nordwesten, Lomati im Westen, Naikeleyaga im Norden und Udu im Südosten. Das fünfte Dorf dieses Distrikts, Namuka, befindet sich auf Namuka-i-Lau, 33 km ostnordöstlich, das sechste Dorf, Komo, auf der gleichnamigen Insel Komo 40 km nordöstlich von Kabara gelegen. Zum Stand der Volkszählung 1996 betrug die Bevölkerungszahl 482.
Die Insel ist bekannt für Holzschnitzereien aus Merbau (Fidschi: Vesi), welches jedoch durch Abholzung stark bedroht ist. Derzeit wird durch Agroforstwirtschaftsprojekte versucht, Merbau zu schützen und stattdessen Sandelholz (Fidschi: Yasi) – welches deutlich schneller als Merbau wächst – als alternatives Schnitzmaterial zu verwenden.